# Courcelles-la-Forêt
Courcelles-la-Forêt – miejscowość i gmina we Francji, w regionie Kraj Loary, w departamencie Sarthe.
Według danych na rok 1990 gminę zamieszkiwało 359 osób, a gęstość zaludnienia wynosiła 18 osób/km² (wśród 1504 gmin Kraju Loary Courcelles-la-Forêt plasuje się na 941. miejscu pod względem liczby ludności, natomiast pod względem powierzchni na miejscu 557.).